# تيجي دومبروفسكي
تيجي دومبروفسكي (بالإنجليزية: Tighe Dombrowski)‏ هو لاعب كرة قدم أمريكي في مركز الدفاع، ولد في 4 مارس 1982 في وست ألس في الولايات المتحدة. لعب مع أي كي سيريوس وسان خوسيه إيرثكويكس.

## وصلات خارجية
- تيجي دومبروفسكي على موقع الدوري الأمريكي (الإنجليزية)
- تيجي دومبروفسكي على موقع قاعدة بيانات كرة القدم.إي يو (الإنجليزية)